# 汉朴斯·比约克
汉朴斯·比约克（瑞典語：Hampus Björck，1977年7月21日—），原名汉朴斯·卡尔·斯塔凡·比约克（Hampus Carl Staffan Björk），是瑞典一名男演员，出生于斯德哥尔摩省泰比市。
年轻的时候，汉朴斯·比约克和他的家人居住在奥斯陆，而他的父亲供职于使馆。在这期间，挪威广播公司正迫于压力而寻找年轻的瑞典演员演出电视剧《致命化学（Dødelig Kjemi）》。比约克获得了这个角色。三年后，比约克因出演电影《少年塞巴斯蒂安》中的年轻同性恋角色而享誉世界。1996年，汉朴斯·比约克在电视剧《天各一方》中饰演迈克·托伊沃宁（Mikael Toivonen），并因此获得演技上的突破。他饰演这个角色直到2002年。
2001年至2005年期间，他在哥德堡戏剧学院学习。除此之外，他还曾在赫尔辛堡城市剧院工作过。

## 演出作品
- 《致命化学》（Dødelig Kjemi）（迷你电视剧；1992年）
- 《少年塞巴斯蒂安》（电影；1995年）
- 《天各一方（瑞典语：Skilda världar）》（电视剧；1996年－2002年）
- 《新的谎言（瑞典语：Nya lögner）》（电视短剧；1999年）
- 《胡克家族（瑞典语：Höök）》（电视剧，2008年）
- 《上帝的三个女孩》（Guds tre flickor）（电视剧；2010年）